# Philippe Gagnon
Pour les articles homonymes, voir Gagnon.
Philippe Gagnon (né le 9 mai 1909 et mort le 19 septembre 2001) est un agriculteur, vendeur et homme politique fédéral du Québec.

## Biographie
Né à Saint-Jean-de-Dieu dans le Bas-Saint-Laurent, il devint député du Crédit social dans Rivière-du-Loup—Témiscouata en 1962. Défait par le libéral Rosaire Gendron en 1963, il le fut à nouveau en 1968 et en 1972.